# Казань XXI век
«Казань XXI век» — жилой комплекс в Казани, расположенный в составе жилого района «Седьмое небо», на части бывшей территории закрытого аэропорта Казань-2. 

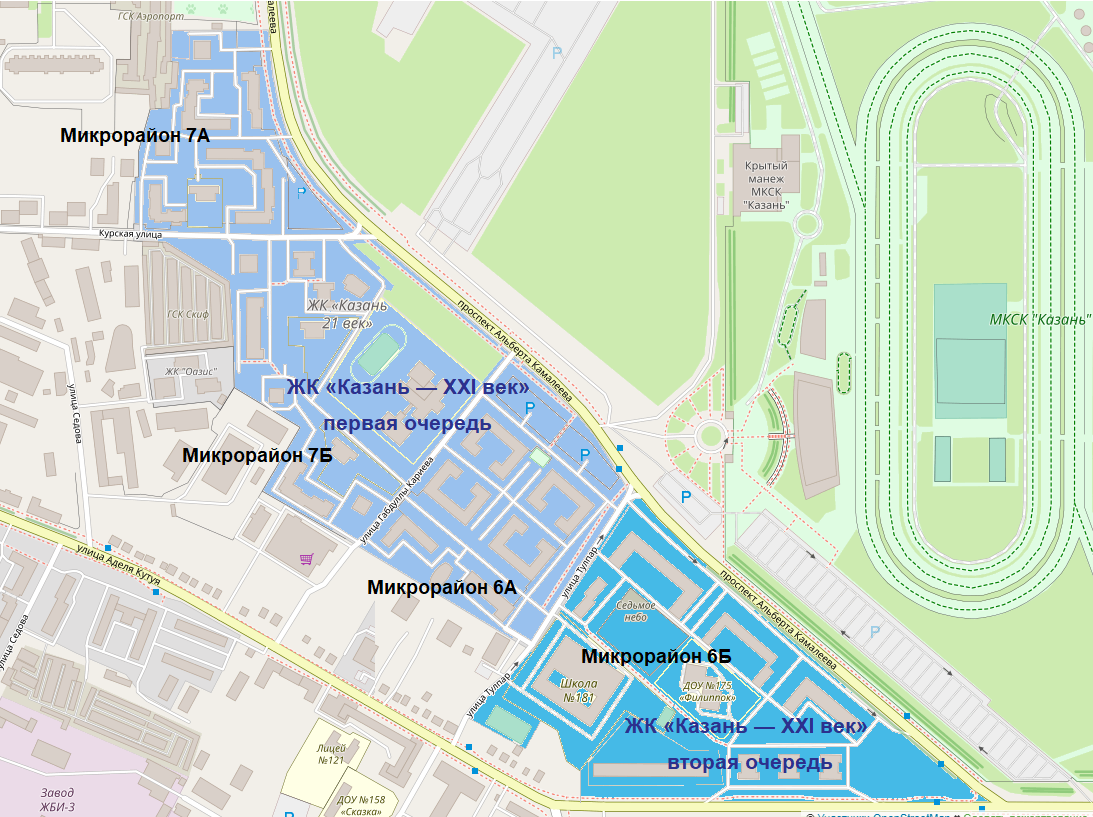
Жилой комплекс «Казань XXI век» в структуре микрорайонов жилого района «Седьмое небо»

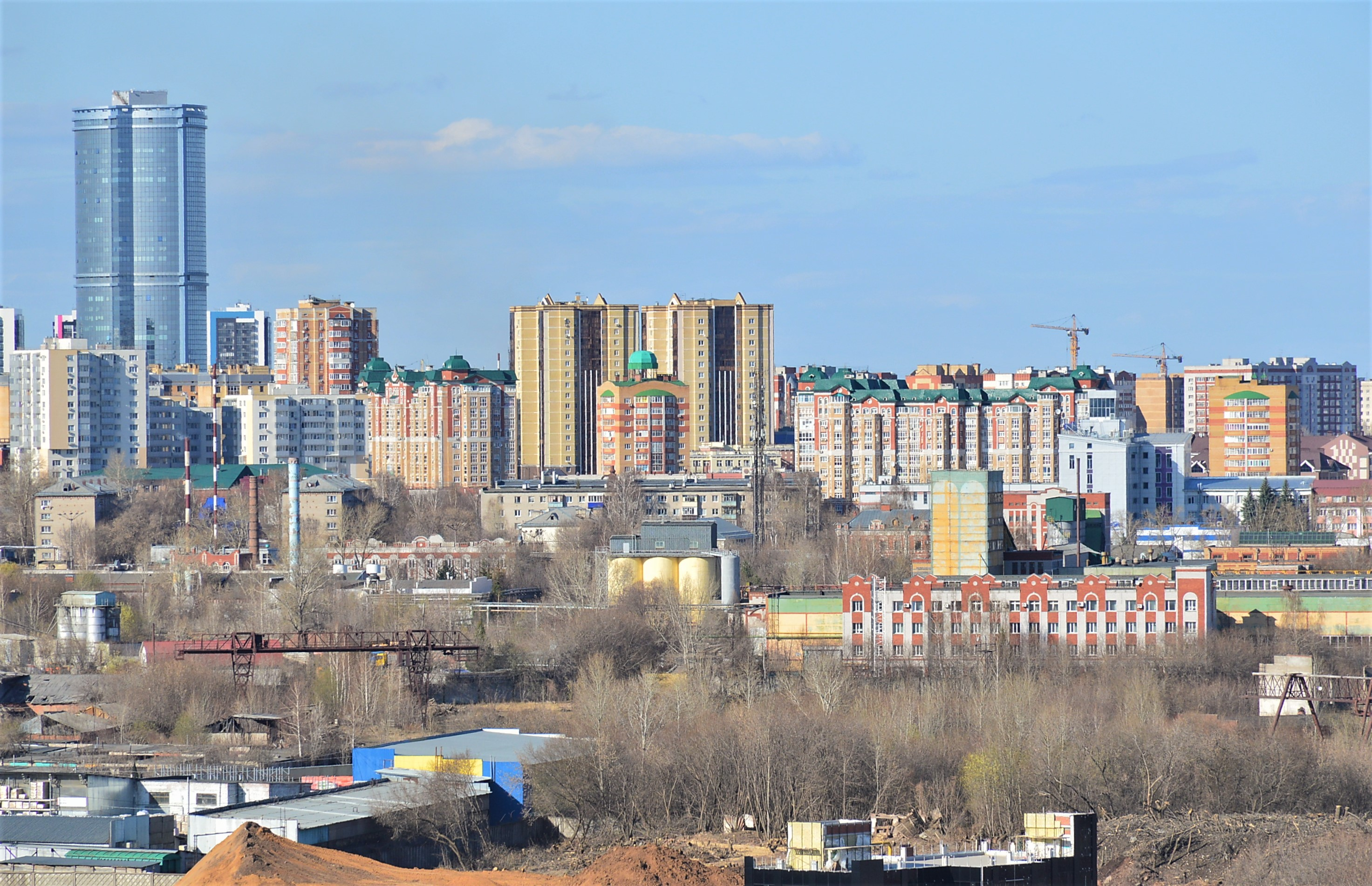
ЖК «Казань–XXI век» и ЖК «Лазурные небеса»

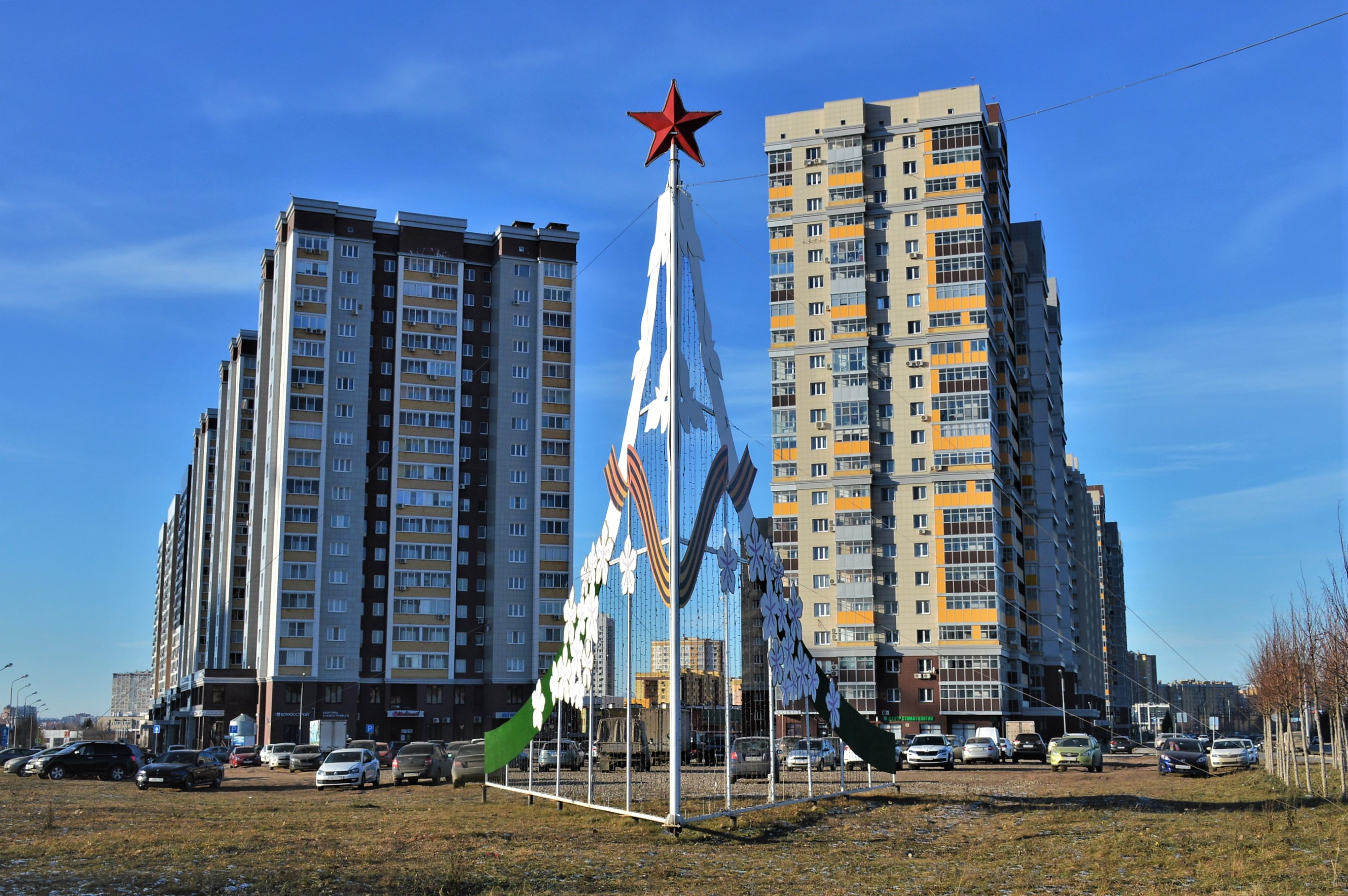
Вторая очередь ЖК «Казань–XXI век»

## Территориальное расположение, границы
Жилой комплекс «Казань XXI век» находится к востоку от центра Казани, на территории Советского района. Он расположен на части территорий микрорайонов 6А, 6Б, 7А, 7Б жилого района «Седьмое небо». 
Жилой комплекс «Казань XXI век» протянулся на расстояние более километра вдоль проспекта Альберта Камалеева, который определяет его границу с восточной (северо-восточной) сторон напротив небоскрёба «Лазурные небеса» и Казанского ипподрома. С юга граница проходит по западному участку улицы Академика Сахарова, а западная (юго-западная) и северная границы пролегают извилистой линией внутри вышеуказанных микрорайонов, отделяя жилой комплекс «Казань XXI век» от частной одноэтажной застройки (микрорайон 6Б), территорий торговых заведений, гаражных кооперативов и иных многоквартирных домов (микрорайоны 6А, 7А, 7Б). 

## История
Проектирование жилого комплекса «Казань XXI век» осуществляло ГУП «Татинвестгражданпроект», инвестором выступал «„Ак Барс“ Банк», а строительство вела специально созданная под этот проект компания-застройщик «Казань XXI век». В 2008 году была основана группа компаний «Ак Барс Девелопмент» («Ак Барс Дом»), которая стала выступать и инвестором, и застройщиком данного жилого комплекса.
Строительство жилого комплекса «Казань XXI век» началось в 2005 году в юго-западном секторе бывшего лётного поля аэропорта Казань-2. Его первая очередь была завершена к 2011 году и включала в себя 20 жилых домов различной этажности — от 9 до 16 этажей. Позже началось строительство второй очереди, в рамках которой к 2020 году возвели 7 жилых домов в 18—22 этажей. Также на территории жилого комплекса возвели две школы и четыре детских сада. 
Жилой комплекс «Казань XXI век» заложил основу архитектурного ансамбля улицы Взлётная, которая была проложена в 2005—2006 годах вдоль бывшей взлётно-посадочной полосы, соединив между собой улицы Патриса Лумумбы и Академика Сахарова (в 2009 году переименована в проспект Альберта Камалеева). Он стал ядром нового жилого района «Седьмое небо», созданного в 2012 году на площади 445,44 га. До этого времени название «Седьмое небо» использовалось как второе название жилого комплекса «Казань XXI век», являясь по сути его коммерческим брендом. Изначально предполагалось, что площадь всего жилого комплекса составит 198 га, включая почти всю территория бывшего аэропорта Казань-2 (в том числе Международный конно-спортивный комплекс «Казань») и ряд прилегающих земель. Но в дальнейшем площадь застройки жилого комплекса «Казань XXI век» ограничили территорией вдоль чётной стороны проспекта Альберта Камалеева, а на остальных участках теперь уже жилого района «Седьмое небо» стали возводить жилые комплексы под другими названиями. 
С созданием в 2012 году жилого района «Седьмое небо» большая часть его территории была разделена на 12 микрорайонов. Жилой комплекс «Казань XXI век» оказался на территориях четырёх микрорайонов — 6А, 6Б, 7А, 7Б. Здесь же появились две новые улицы, ставшие границами между тремя из этих микрорайонов — улицы Габдуллы Кариева и Тулпар.

## Состав многоквартирных домов
В составе жилого комплекса «Казань XXI век» насчитывается 28 многоквартирных домов различной этажности — восемь 9-этажных, пять 10-этажных, два 11-этажных, пять 16-этажных, три 18-этажных, три 19-этажных и два 22-этажных.    
| Список многоквартирных домов жилого комплекса «Казань XXI век» | Список многоквартирных домов жилого комплекса «Казань XXI век» | Список многоквартирных домов жилого комплекса «Казань XXI век» | Список многоквартирных домов жилого комплекса «Казань XXI век» |
| Адрес дома                                                     | Принадлежность к микрорайону жилого района «Седьмое небо»      | Год завершения строительства                                   | Количество этажей                                              |
| -------------------------------------------------------------- | -------------------------------------------------------------- | -------------------------------------------------------------- | -------------------------------------------------------------- |
| Проспект Альберта Камалеева, 6                                 | Микрорайон 7А                                                  | 2006                                                           | 16                                                             |
| Проспект Альберта Камалеева, 8                                 | Микрорайон 7А                                                  | 2006                                                           | 10                                                             |
| Проспект Альберта Камалеева, 12                                | Микрорайон 7А                                                  | 2007                                                           | 10                                                             |
| Улица Курская, 23                                              | Микрорайон 7А                                                  | 2006                                                           | 9                                                              |
| Улица Курская, 25                                              | Микрорайон 7А                                                  | 2005                                                           | 9                                                              |
| Улица Курская, 27                                              | Микрорайон 7А                                                  | 2008                                                           | 11                                                             |
| Проспект Альберта Камалеева, 14                                | Микрорайон 7Б                                                  | 2010                                                           | 16                                                             |
| Проспект Альберта Камалеева, 16                                | Микрорайон 7Б                                                  | 2010                                                           | 16                                                             |
| Проспект Альберта Камалеева, 20                                | Микрорайон 7Б                                                  | 2007                                                           | 9                                                              |
| Улица Курская, 18                                              | Микрорайон 7Б                                                  | 2007                                                           | 16                                                             |
| Улица Курская, 20                                              | Микрорайон 7Б                                                  | 2006                                                           | 10                                                             |
| Улица Габдуллы Кариева, 5                                      | Микрорайон 7Б                                                  | 2007                                                           | 10                                                             |
| Улица Габдуллы Кариева, 7                                      | Микрорайон 7Б                                                  | 2010                                                           | 10                                                             |
| Проспект Альберта Камалеева, 26                                | Микрорайон 6А                                                  | 2009                                                           | 9                                                              |
| Проспект Альберта Камалеева, 28                                | Микрорайон 6А                                                  | 2009                                                           | 9                                                              |
| Улица Тулпар, 5                                                | Микрорайон 6А                                                  | 2011                                                           | 9                                                              |
| Улица Тулпар, 7                                                | Микрорайон 6А                                                  | 2006                                                           | 9                                                              |
| Улица Габдуллы Кариева, 6                                      | Микрорайон 6А                                                  | 2009                                                           | 11                                                             |
| Улица Габдуллы Кариева, 8                                      | Микрорайон 6А                                                  | 2008                                                           | 16                                                             |
| Улица Габдуллы Кариева, 10                                     | Микрорайон 6А                                                  | 2006                                                           | 9                                                              |
| Проспект Альберта Камалеева, 30                                | Микрорайон 6Б                                                  | 2019                                                           | 22                                                             |
| Проспект Альберта Камалеева, 32                                | Микрорайон 6Б                                                  | 2019                                                           | 19                                                             |
| Проспект Альберта Камалеева, 32Б                               | Микрорайон 6Б                                                  | 2020                                                           | 19                                                             |
| Проспект Альберта Камалеева, 34                                | Микрорайон 6Б                                                  | 2018                                                           | 22                                                             |
| Проспект Альберта Камалеева, 34А                               | Микрорайон 6Б                                                  | 2015                                                           | 18                                                             |
| Проспект Альберта Камалеева, 34Б                               | Микрорайон 6Б                                                  | 2015                                                           | 18                                                             |
| Проспект Альберта Камалеева, 34В                               | Микрорайон 6Б                                                  | 2016                                                           | 18                                                             |
| Улица Тулпар, 4                                                | Микрорайон 6Б                                                  | 2018                                                           | 19                                                             |

## Уличная сеть
По территории жилого комплекса «Казань XXI век» и вдоль его границ проходит четыре улицы, одна из которых имеет статус проспекта. 
| Список улиц, проходящих внутри и по периметру жилого комплекса «Казань XXI век» | Список улиц, проходящих внутри и по периметру жилого комплекса «Казань XXI век»     | Список улиц, проходящих внутри и по периметру жилого комплекса «Казань XXI век» | Список улиц, проходящих внутри и по периметру жилого комплекса «Казань XXI век» |
| Название улицы                                                                  | Документ, которым утверждено название                                               | Прежнее название                                                                | Длина (в метрах)                                                                |
| ------------------------------------------------------------------------------- | ----------------------------------------------------------------------------------- | ------------------------------------------------------------------------------- | ------------------------------------------------------------------------------- |
| Альберта Камалеева проспект                                                     | Постановление Кабинета Министров Республики Татарстан от 25 августа 2009 года № 578 | Взлётная улица                                                                  | 1673 м                                                                          |
| Габдуллы Кариева улица                                                          | Постановление Кабинета Министров Республики Татарстан от 10 мая 2007 года № 178     | —                                                                               | 515 м                                                                           |
| Курская улица                                                                   | Решение Казанского горисполкома от 12 ноября 1952 года № 827                        | 9-я Проектная улица                                                             | 583 м                                                                           |
| Тулпар улица                                                                    | Решение Казанской городской думы от 28 декабря 2006 года № 25-14                    | —                                                                               | 420 м                                                                           |

По проспекту Камалеева действует троллейбусный маршрут № 3, идущий из центра города в спальный район Азино.

## Учебные заведения

### Общеобразовательные учебные заведения (школа, лицей)
На территории жилого комплекса «Казань XXI век» находятся 2 общеобразовательных учебных заведения.
Первой в 2010 году была построена школа № 178, рассчитанная на 550 учеников. С самого начала её объединили с лицеем № 121 (ул. Космонавтов, 19) в рамках Центра образования № 178. Поэтому до настоящего времени используется двойная нумерация данного учебного заведения — лицей № 121 или Центр образования № 178. 
В 2017 году открылась школа № 181.
| Список общеобразовательных учебных заведений, находящихся на территории жилого комплекса «Казань XXI век» (по состоянию на 2021 год) | Список общеобразовательных учебных заведений, находящихся на территории жилого комплекса «Казань XXI век» (по состоянию на 2021 год) | Список общеобразовательных учебных заведений, находящихся на территории жилого комплекса «Казань XXI век» (по состоянию на 2021 год) | Список общеобразовательных учебных заведений, находящихся на территории жилого комплекса «Казань XXI век» (по состоянию на 2021 год) | Список общеобразовательных учебных заведений, находящихся на территории жилого комплекса «Казань XXI век» (по состоянию на 2021 год) |
| Название и номер учебного заведения                                                                                                  | Адрес | Год основания | Количество педагогов | Количество учащихся |
| --- | --- | --- | --- | --- |
| Лицей № 121 имени Героя Советского Союза С. А. Ахтямова (Центр образования № 178)                                                    | ул. Космонавтов, 19 (первое здание); просп. Альберта Камалеева, 22 (второе здание)                                                   | 19652010 | 164 | 2107 |
| Многопрофильная школа № 181 | ул. Тулпар, 2 | 2017 | 101 | 1908 |

### Дошкольные образовательные учреждения (детские сады)
На территории жилого комплекса «Казань XXI век» расположены 4 муниципальных детских сада. 
| Список муниципальных детских садов, находящихся на территории жилого комплекса «Казань XXI век» (по состоянию на 2021 год) | Список муниципальных детских садов, находящихся на территории жилого комплекса «Казань XXI век» (по состоянию на 2021 год) | Список муниципальных детских садов, находящихся на территории жилого комплекса «Казань XXI век» (по состоянию на 2021 год) | Список муниципальных детских садов, находящихся на территории жилого комплекса «Казань XXI век» (по состоянию на 2021 год) | Список муниципальных детских садов, находящихся на территории жилого комплекса «Казань XXI век» (по состоянию на 2021 год) |
| Название и номер детского сада                                                                                             | Адрес | Год основания | Количество воспитателей | Количество детей |
| --- | --- | --- | --- | --- |
| Детский сад № 143 комбинированного вида                                                                                    | просп. Альберта Камалеева, 12А                                                                                             | 2010 | 16 | 185 |
| Детский сад № 162 комбинированного вида с татарским языком воспитания и обучения                                           | просп. Альберта Камалеева, 18                                                                                              | 2010 | 11 | 185 |
| Детский сад № 168 комбинированного вида                                                                                    | просп. Альберта Камалеева, 24                                                                                              | 2010 | 16 | 197 |
| Детский сад № 175 комбинированного вида                                                                                    | просп. Альберта Камалеева, 32А                                                                                             | 2015 | 27 | 343 |

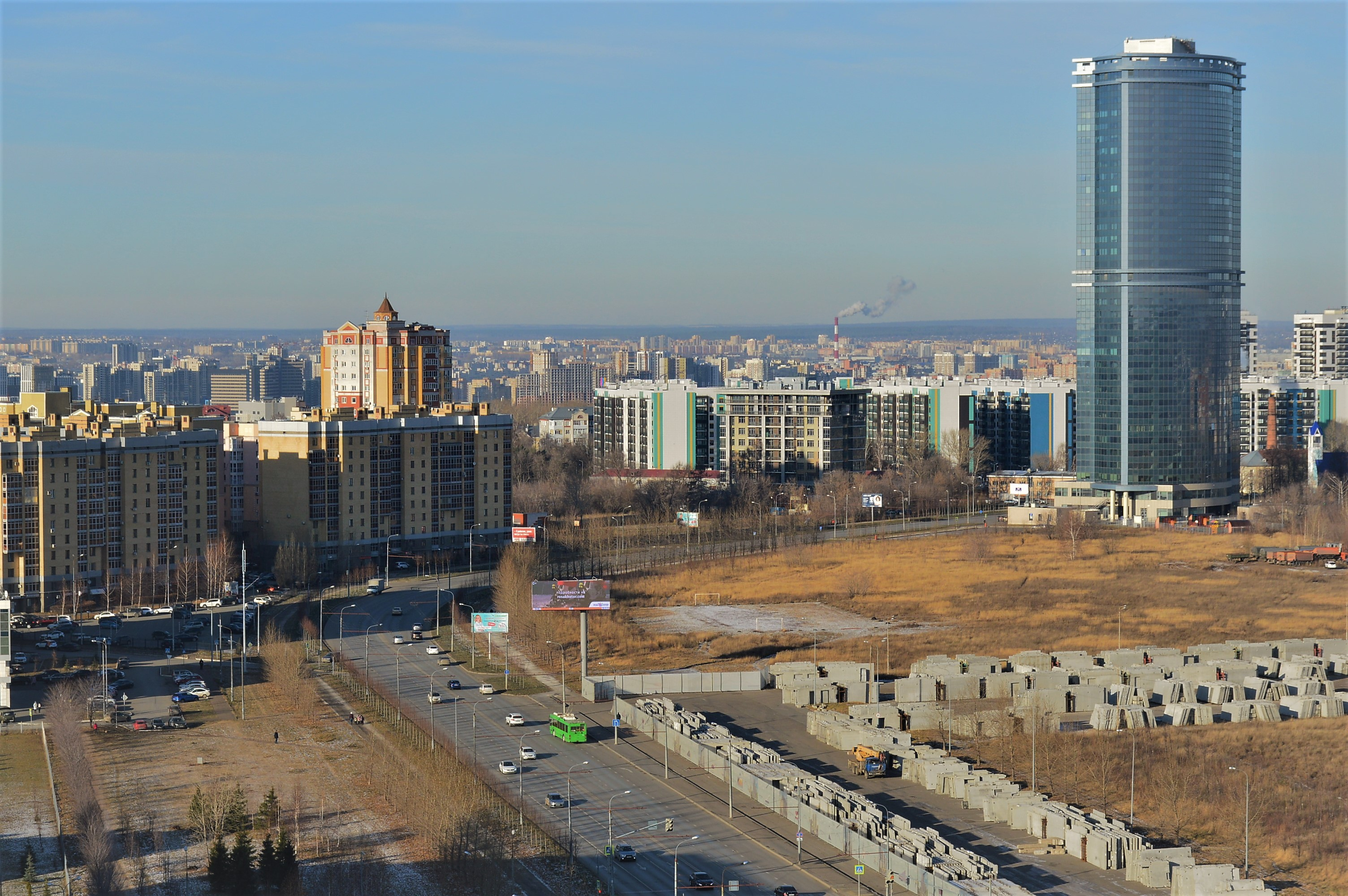
Проспект Альберта Камалеева: слева — дома жилого комплекса «Казань XXI век», возведённые в рамках первой очереди (ноябрь 2020)
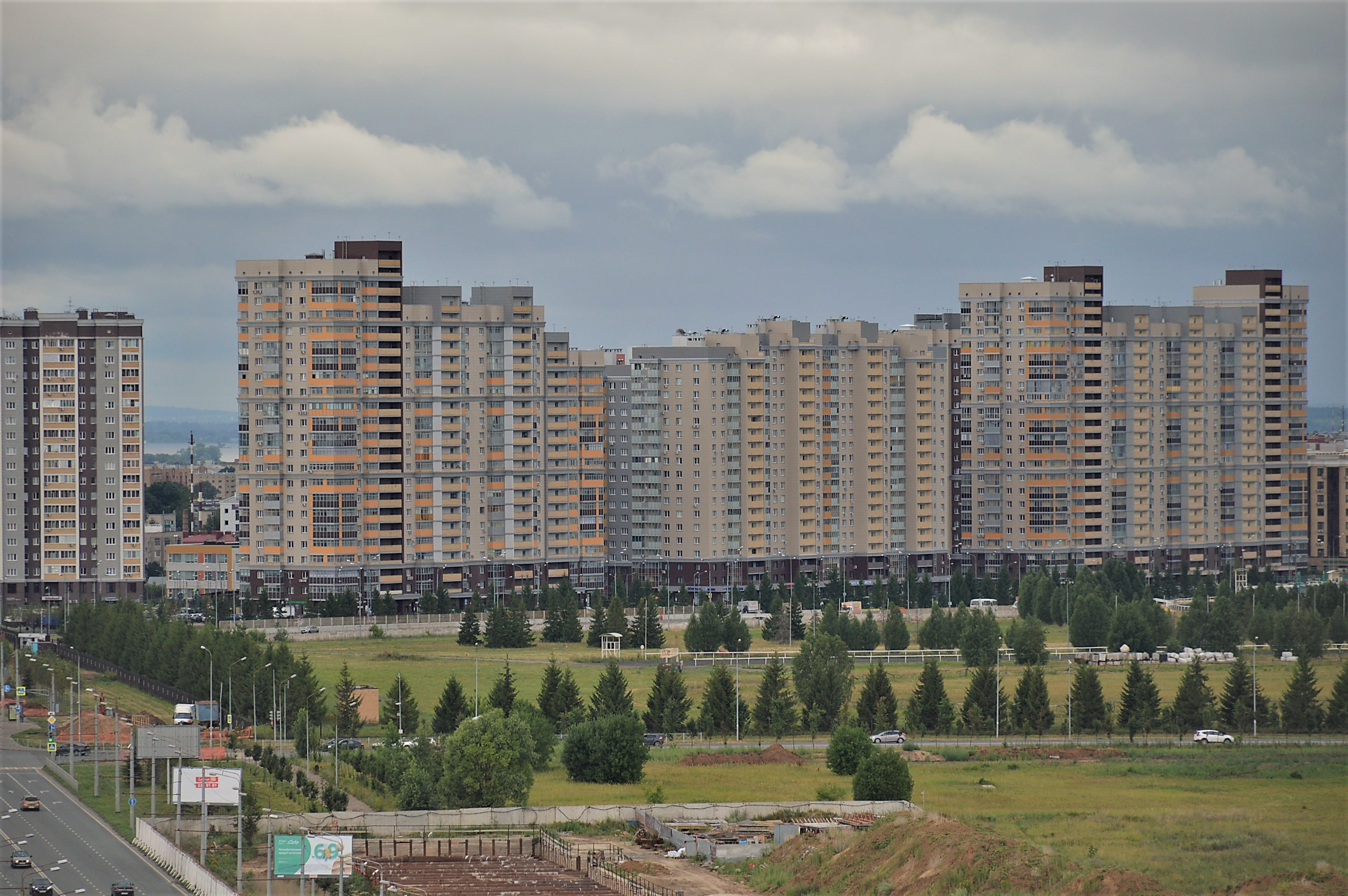
Высотные дома жилого комплекса «Казань XXI век» на проспекте Альберта Камалеева, возведённые в рамках второй очереди (июль 2021)
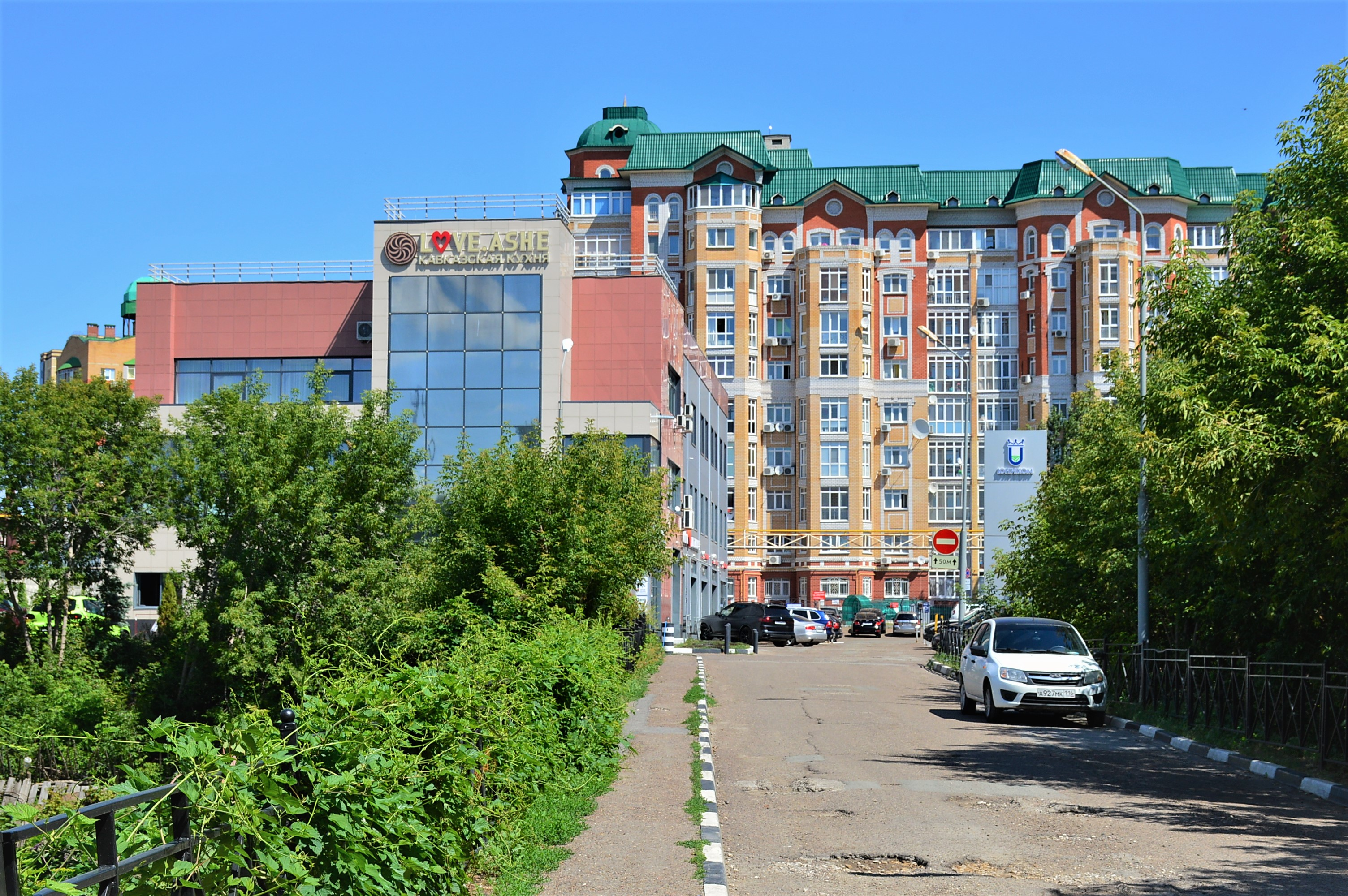
10-этажный жилой дом: ул. Габдуллы Кариева, 5 (июль 2021)
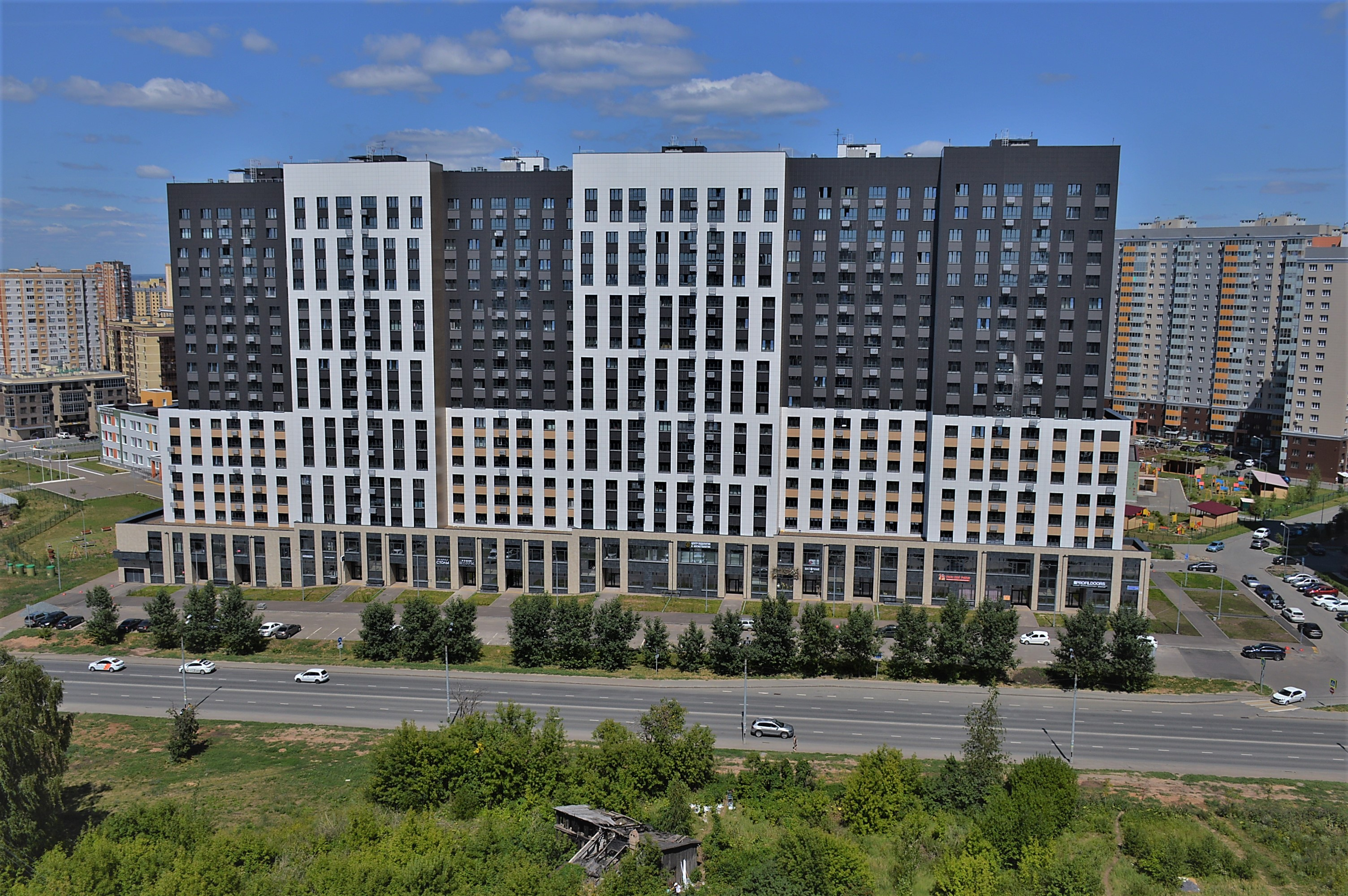
19-этажный жилой дом: просп. Альберта Камалеева, 32Б (июль 2021)
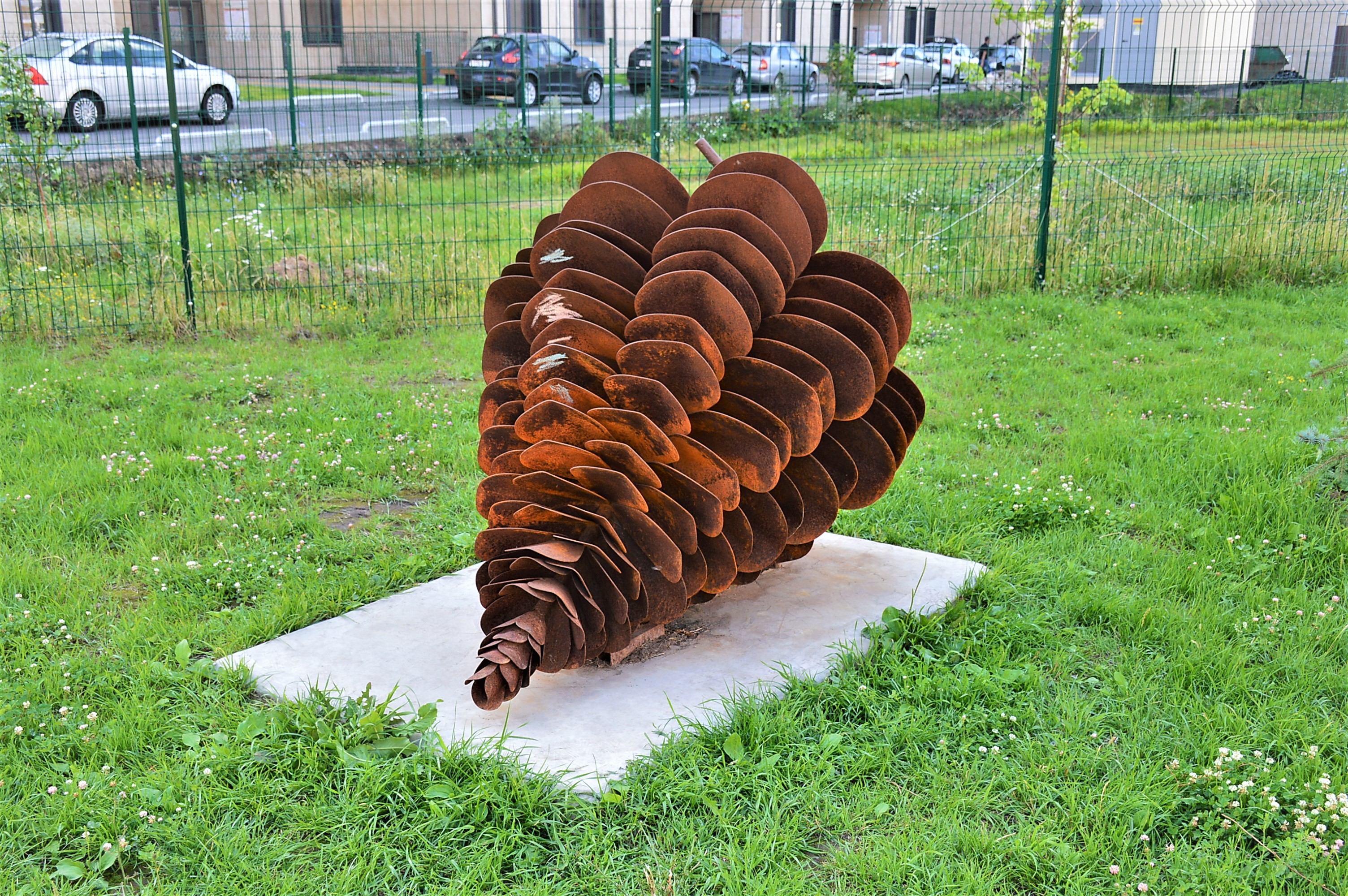
Арт-объект на территории жилого комплекса «Казань XXI век» (июль 2021)